# Шерлок Холмс 3
«Шерлок Холмс 3» (англ. Sherlock Holmes 3) — будущий детективный боевик режиссёра Декстера Флетчера, сиквел фильма «Шерлок Холмс: Игра теней». Главные роли в нём, как и в двух первых частях франшизы, сыграют Роберт Дауни-младший (Шерлок Холмс) и Джуд Лоу (доктор Ватсон). Создание картины планируется с 2011 года.

## Сюжет
Детали сюжета создатели фильма держат в тайне. Достоверно известно только, что действие фильма будет происходить спустя десять лет после действия предыдущей ленты.

## В ролях
| Актёр                | Роль                      |
| -------------------- | ------------------------- |
| Роберт Дауни-младший | Шерлок Холмс              |
| Джуд Лоу             | доктор Джон Ватсон        |
| Джаред Харрис        | профессор Джеймс Мориарти |
| Эдди Марсан          | инспектор Лестрейд        |

## Создание
Фильм «Шерлок Холмс: Игра теней» оказался успешным с коммерческой точки зрения, и с момента его выхода (2011 год) продолжение франшизы с теми же актёрами в главных ролях было в приоритете у компании Warner Bros. Однако начало съёмок не раз откладывалось — сначала из-за затянувшейся работы над сценарием, потом из-за постоянной занятости Роберта Дауни-младшего. Впервые о запуске проекта было объявлено в октябре 2011 года, причём сценаристом был назван Дрю Пирс. Позже Пирса заменили на Джастина Хейта, а в 2016 году Джеймса Койна наняли, чтобы переписать сценарий. В октябре 2016 года стало известно, что Warner Bros., Village Roadshow и Team Downey собрали целую команду сценаристов — Николь Перлман, Джастина Мэйлена, Гари Уитта, Джениву Робертсон-Дуарет и Кирана Фицджеральда. Наконец, в мае 2018 года сценаристом был назван Крис Бренкето.
Первые сообщения о скором начале съёмок появились в 2016 году, однако Дауни оказался занят в проектах студии Marvel. О том, что он, возможно, готов снова играть Шерлока Холмса, СМИ сообщили только в августе 2018 года. К тому моменту Гай Ричи отказался участвовать в работе над фильмом, так что место режиссёра пустовало; тем не менее представители Warner Bros. обещали, что фильм выйдет в прокат 25 декабря 2020 года. В марте 2019 года дата релиза была отодвинута на 22 декабря 2021 года.
В июле 2019 года режиссёром фильма стал Декстер Флетчер. Планировалось начать съёмки в 2020 году в Калифорнии, а бюджет проекта, должен был составить около 107 миллионов долларов.
В 2021 году Флетчер заявил, что фильм переносится на неопределённый срок в связи с пандемией COVID-19. 
В 2023 Флетчер заявил, что он совместно с Дауни и сценаристом Джо Пенхоллом работали над сценарием у Дауни дома. Сьюзан Дауни и сотрудница Team Downey Аманда Баррелл позже подтвердили, что проект все еще находится в приоритете компании и самого Дауни.